# Freiwillige Landesjägerkorps
Il Freiwillige Landesjägerkorps (traducibile come Corpo dei cacciatori territoriali volontari) venne costituito il 14 dicembre del 1918 utilizzando unità della 214. Infanterie-Division dal generale Georg Ludwig Rudolf Maercker. Fu di fatto il primo dei Freikorps ad essere ufficialmente riconosciuto dal governo. Tutti gli appartenenti a quest'unità dovevano infatti prestare giuramento al governo, in contrasto con la gran parte dei  Freikorps i quali, pur collaborando con esso, gli erano spesso politicamente avversi. 
La brigata venne passata in rivista dal cancelliere Friedrich Ebert e dal ministro della difesa Gustav Noske, entrambi appartenenti al Sozialdemokratische Partei Deutschlands (SPD), il giorno 4 gennaio 1919 durante la cosiddetta sollevazione spartachista. In quell'occasione Noske disse ad Ebert: "Adesso può stare tranquillo, tutto andrà bene da adesso in poi". Pochi giorni dopo l'unità partecipò alla repressione dei  moti comunisti di Berlino. A tali eventi prese parte in qualità di volontario anche un giovanissimo Ernst von Salomon, che ne diede un vivido resoconto nel suo libro I proscritti. 
In seguito alle operazioni condotte a Berlino la brigata venne trasferita a Weimar per proteggere l'assemblea nazionale costituente. L'avanguardia dell'unità, costituita da 2 ufficiali e 120 soldati venne attaccata e fatta prigioniera dai comunisti. Maercker in seguitò commentò tali eventi affermando: "Questi fatti mostrarono, contrariamente a quanto credesse l'opinione pubblica, che Weimar non era assolutamente la quieta piccola città dove l'assemblea nazionale potesse lavorare senza alcun disturbo". In totale più di 7000 miliziani dei Freikorps affluirono in città durante i primi giorni di febbraio, prendendone pieno controllo. 
L'unità venne duramente impegnata successivamente ad Halle dalle milizie di sinistra comandate dall'ex tenente Fechlandt. Altri scontri la videro impegnata a Magdeburgo, Braunschweig, Dresda, Lipsia e contro i polacchi in Alta Slesia. 
Venne infine sciolta, confluendo nella Reichswehr-Brigade 16 nel giugno del 1919.
Un memoriale dedicato ai caduti della brigata venne inaugurato il 5 maggio del 1921 ad Halle, recante le iscrizioni: "Niemand hat größere Liebe, denn wer sein Leben lässet für seine Freunde", "Bruderkampf", "Versöhnung".
Tale memoriale venne distrutto nel 1946 dalle forze sovietiche di occupazione.

## Storia operativa
Poche settimane dopo la conclusione della guerra, il 6 dicembre 1918 Maercker, che si trovava a Salzkotten presso Paderborn, decise di costituire un Corpo Franco dietro suggerimento del comando supremo dell'esercito. Tale iniziativa scaturì anche dalle richieste del cancelliere del Reich Friedrich Ebert e del ministro Gustav Noske. La maggior parte degli ufficiali e dei sottufficiali nonché la maggior parte dello staff della 214 Divisione rispose favorevolmente all'invito di aderire a tale formazione, che venne denominata Freiwilliges Landjägerkorps (anche nota come Freikorps (von) Maercker). Le strutture organizzative presenti al suo interno ricalcavano quelle dell'esercito imperiale tedesco. Von Maercker creò una forza armata disciplinata che pose al servizio del governo Ebert, ricevendo in cambio da Noske la nomina, il 5 gennaio del 1919, di comandante in capo di tutte le forze militari filo-governative. 
Nel gennaio del 1919 si verificarono a Berlino le rivolte spartachiste. Entro la fine del mese von Maercker e il suo Freikorps furono in grado di riprendere il controllo di diverse aree della capitale, stabilizzando la situazione. Agli inizi del febbraio 1919 i Landesjägerkorps vennero dislocati a Weimar, con l'incarico di disarmare le forze armate di ispirazione comunista dei Consigli dei soldati ivi presenti. Dopo alcuni insuccessi iniziali, le tattiche di von Maercker risultarono efficaci. I Consigli infatti abbandonarono la città, che ritornò sotto il pieno controllo governativo. Poterono così svolgersi i lavori dell'Assemblea nazionale di Weimar (Weimarer Nationalversammlung), che videro la nomina del socialdemocratico Ebert a Presidente della Germania (Reichspräsident). Alla metà di febbraio il Freikorps venne inviato inizialmente a Gotha, poi a Eisenach ed in altre città della Turingia per pacificare l'area. Ancora una volta, usando una combinazione di dimostrazioni di forza e negoziati, von Maercker fu in grado di riportare la situazione sotto controllo. Ad Erfurt egli tuttavia subì un attentato, ricevendo una pugnalata. 
Nel mese di marzo il Freiwillige Landesjägerkorps si spostò a Halle. Nei combattimenti di strada contro le forze dei Consigli dei marinai e dei lavoratori si ebbero numerose vittime in entrambi gli schieramenti. Tra questi il tenente colonnello Robert von Klüber, che si era introdotto in città per condurvi operazioni di spionaggio per conto di von Maercker, ma riconosciuto quale infiltrato era stato ucciso dai miliziani comunisti. Von Maercker impose lo stato d'assedio sulla città e fatte affluire ulteriori forze ordinò l'attacco. Dopo sette ore di combattimenti il Freikorps ottenne il pieno controllo di Halle, rimanendovi fino alla fine di marzo. 
Nell'aprile del 1919 i Consigli dei soldati della IV, XVI e XXI armata stanziati a Magdeburgo  arrestarono i loro ufficiali e proclamarono lo sciopero generale. Si verificarono saccheggi e scontri tra le forze rivoluzionarie e quelle filo-governative. Il governo ordinò quindi a von Maercker di riportare l'ordine nella città. La mattina del 9 aprile i Landesjäger, rafforzati da contingenti dei Freiwillige Landesschützenkorps arrivarono a Magdeburgo, dove incontrarono solo isolati casi di resistenza. 
Nel frattempo la situazione a Braunschweig stava deteriorandosi. Il 9 aprile gli Spartachisti avevano indetto uno sciopero generale, domandando la rimozione del governo in carica, l'annessione alla repubblica sovietica russa e la creazione di un sistema di governo basato sui consigli in tutta la Germania. Lo sciopero causò diversi problemi nel sistema ferroviario tedesco. In città esso venne accolto con astio dalle classi medie che indissero una serrata. Il governo centrale pertanto incaricò Maercker di ripristinare l'ordine nella città. Questi proclamò lo stato di assedio e organizzò il 14 aprile lancio per via aerea di manifesti nei quali minacciava aspre misure contro le forze spartachiste in caso di resistenza armata. I primi scontri si verificarono il giorno successivo a Helmstedt, nel quale si ebbero diversi caduti in entrambi gli schieramenti. Le minacce di von Maercker sortirono comunque l'effetto sperato, dal momento che lo sciopero venne interrotto e le forze filo-governative poterono entrare a Braunschweig senza ulteriori spargimenti di sangue. I leader del governo rivoluzionario furono posti agli arresti. Dopo pochi giorni la situazione si normalizzò ulteriormente e lo stato di assedio poté essere terminato.
Il 10 maggio von Maercker ritirò le sue truppe dietro ordine del governo, recandosi a Lipsia, dove nel frattempo si era creata una situazione di instabilità. L'11 maggio 15.000 miliziani facevano quindi il loro ingresso a Lipsia, senza incontrare una significativa resistenza. In seguito le truppe di Maercker vennero sostituite dalla seconda brigata della Freiwillige Grenzjäger sotto il comando del maggiore generale Richard Georg Frotscher.
Il 19 maggio i Landesjägerkorps entrarono a Eisenach, arrestandovi i leader rivoluzionari. Dopo vari negoziati, la città venne riportata sotto il controllo governativo senza gravi spargimenti di sangue. Nel mese di giugno troviamo il contingente impegnato in operazioni minori a Erfurt e a Weimar. In seguito il Corpo Franco si spostò a Gotha, dove prevenne la proclamazione della repubblica sovietica di Gotha. Nell'ottobre del 1919 von Maercker venne nominato comandante del quarto distretto militare (Wehrkreiskommando IV) di Dresda.

## Informazioni generali
- Comandante: Georg Ludwig Rudolf Maercker
- Formata nella zona Generalkommando IV. Armeekorps Magdeburg (Provincie: Sassonia, Anhalt, Turingia)
- Forza di combattimento: 8080 uomini
- Ordine di battaglia:
  - 1. Landesjäger-Brigade
  - 2. Landesjäger-Brigade (Oberst Werner von Frankenberg zu Proschlitz)
  - Freischützenkorps Meyn
  - Freikorps Halle

## Membri significativi
(le cariche indicate sono le massime raggiunte durante il Terzo Reich)
- SS-Obergruppenführer Friedrich Alpers
- Kapitän zur See Fritz Berger
- SS-Brigadeführer Gerhard Bommel
- Kapitän zur See Heinrich Bramesfeld
- SS-Standartenführer Karl Demme
- SS-Obergruppenführer Karl Freiherr von Eberstein
- Generalmajor Werner von Frankenberg zu Proschlitz (comandante dello Asien-Korps 1917-1918)
- SS Brigadeführer e Generalmajor der Polizei Hans Dietrich von Grünwald
- SS-Obergruppenführer Reinhard Heydrich
- SS-Oberführer Hans Holfelder
- Generaloberst Hermann Hoth
- SA-Obergruppenführer Max Jüttner
- Konteradmiral Helmuth Kienast
- Oberstleutnant Robert von Vlüber (decorato Pour le mérite)
- SS-Brigadeführer Walter Neblich
- Generalstabsarzt Dr. med. Kurt Neumüller (Luftwaffe)
- SS-Gruppenführer Eggert Reeder
- Ernst von Salomon, scrittore
- SS-Oberführer Hans Sander (Freikorps Halle)
- SS-Oberführer Erich Schrage
- General der Panzertruppe Fridolin von Senger und Etterlin
- General der Infanterie Karl-Wilhelm Specht
- SS-Obergruppenführer Siegfried Taubert
- SS-Obergruppenführer Josias Zu Waldeck-Pyrmont (Freikorps Halle)
- Generaloberst Hubert Weise (Luftwaffe)
- Deputato del Reichstag e SA-Oberführer Gustav Zunkel

## Insegne
Due foglie di quercia d'argento.

## Fonti
- (EN) Verkuilen Ager, Awards of the German Freikorps 1919-1935, Rochester, 1973.
- (EN) Bruce Campbell, The SA generals and the rise of Nazism, University Press of Kentucky, 1998, ISBN 978-0813120478.
- (EN) Nigel Jones, A Brief History of the Birth of the Nazis: How the Freikorps Blazed a Trail for Hitler, Constable & Robinson Ltd, 2004, ISBN 978-1841199252.
- (EN) Carlos Caballero Jurado, The German Freikorps 1918-1923, Osprey Publishing, 2001, ISBN 978-1-5267-4102-8.
- (EN) Samuel W. Mitcham, Rommel's Lieutenants: The Men Who Served the Desert Fox, Stackpole Books, 2008, ISBN 978-0811735575.
- (DE) Georg Tessin, Deutsche Verbände und Truppen 1918-1939, Biblio-Verlag, 1974, ISBN 978-3764810009.
- (DE) Robert Thomas e Stefan Pochanke, Handbuch zur geschichte der Deutschen Freikorps, Mtm Verlag, 2001, ISBN 978-3934507036.
- (DE) Robert Thomas, Invalidenfriedhof Berlin: seine Geschichte in den Biographien dort Beerdigter, 1999, ISBN 978-3898110488.
- (EN) Robert G. L. Waite, Vanguard of Nazism: The Free Corps Movement in Postwar Germany 1918-1923, W. W. Norton & Company, 1969, ISBN 978-0393001815.
- (EN) Charles Woolley, German Uniforms, Insignia & Equipment 1918-1923, Schiffer Publishing, 2002, ISBN 978-0764316630.
- (DE) Georg Ludwig Rudolf Maercker, Vom Kaiserheer zur Reichswehr: Geschichte des Freiwilligen Landesjägerkorps. Ein Beitrag zur Geschichte der deutschen Revolution, Lipsia, K. F. Koehler, 1921.